# 호세 루이스 시에라
호세 루이스 시에라(스페인어: José Luis Sierra, 1968년 12월 5일 ~ )는 칠레의 전 축구 선수이자 축구 감독이다. 포지션은 공격형 미드필더였다. 2009년 은퇴했지만 1년 뒤 우니온 에스파뇰라(Unión Española)의 축구 코치가 되었다. 본명은 호세 루이스 "코토" 시에라 판도(스페인어: José Luis "Coto" Sierra Pando)이다.